# Nong Phok (huyện)
Nong Phok (tiếng Thái: หนองพอก) là một huyện (amphoe) ở đông bắc của tỉnh Roi Et, đông bắc Thái Lan.

## Địa lý
Các huyện giáp ranh (từ phía nam theo chiều kim đồng hồ) là: Selaphum, Phon Thong và Moei Wadi của tỉnh Roi Et, Nong Sung của tỉnh Mukdahan, và Loeng Nok Tha và Kut Chum của tỉnh Yasothon.

## Lịch sử
Tiền thân của huyện là làng Ban Nong Phok thuộc tambon Kok Pho, Phon Thong. Đơn vị này đã được lập thành một tiểu huyện (king amphoe) vào ngày 16 tháng 6 năm 1965, khi đó gồm 2 tambon Kok Pho và Bueng Ngam. Đơn vị này đã được nâng cấp thành huyện ngày 28 tháng 6 năm 1973.

## Hành chính
Huyện này được chia thành 9 phó huyện (tambon), các đơn vị này lại được chia ra thành 120 làng (muban). Nong Phok là một thị trấn (thesaban tambon) nằm trên một phần của  tambon Nong Phok và Rop Mueang. Có 9 Tổ chức hành chính tambon.
| STT. | Tên           | Tên Thái  | Số làng | Dân số |  |
| ---- | ------------- | --------- | ------- | ------ |  |
| 1.   | Nong Phok     | หนองพอก   | 14      | 9.118  |  |
| 2.   | Bueng Ngam    | บึงงาม     | 11      | 5.392  |  |
| 3.   | Phukhao Thong | ภูเขาทอง   | 17      | 9.611  |  |
| 4.   | Kok Pho       | กกโพธิ์     | 12      | 6.435  |  |
| 5.   | Khok Sawang   | โคกสว่าง   | 10      | 4.651  |  |
| 6.   | Nong Khun Yai | หนองขุ่นใหญ่ | 13      | 7.955  |  |
| 7.   | Rop Mueang    | รอบเมือง   | 19      | 9.555  |  |
| 8.   | Pha Nam Yoi   | ผาน้ำย้อย   | 13      | 6.015  |  |
| 9.   | Tha Sida      | ท่าสีดา     | 11      | 5.914  |  |